# Jahmir Hyka
Jahmir Hyka (født 8. marts 1988 i Tirana, Albanien) er en albansk fodboldspiller, der spiller for schweiziske FC Luzern.

## Tidligere karriere
I 2000 startede 12-årige Hyka til fodbold i den lokale klub, Dinamo Tirana. Han spillede for klubbens ungdomshold i fire år, inden han i 2004 blev rykket op på senior førsteholdet som blot 16 årig.

## International karriere
Den 7. februar 2007 fik Hyka sin debut for Albaniens landshold imod Rumænien i en international kamp. Hans første landsholdsmål faldt den 20. august, da han scorede Albaniens hurtigste mål nogensinde, da han nettede efter 46 sekunder.

## Personlige liv
Hyka har 4 søskende, to søstre samt to brødre, som alle lever i Tirana. Hyka påstår selv, at han studere Islam, ber fem gange om dagen, og faster hele Ramadan måned. Dette har han gjort siden han var 12 år gammel. Han tager derimod også i moské når det er tidsmæssigt muligt, og dengang han spillede i Mainz 05, tog han primært i moskéen med holdkammeraten Chadli Amri.